# Jamie Waylett
Jamie Michael Colin Waylett (*21. června 1989, Kilburn, Londýn) je bývalý britský herec. Jeho jedinou filmovou rolí byl Vincent Crabbe v šesti filmech ságy o Harrym Potterovi. V roce 2012 byl zatčen a odsouzen ke dvěma letům odnětí svobody za účast při anglických nepokojích v roce 2011.

## Životopis

### Mládí a rodina
Jamie Waylett se narodil v Kilburnu v Londýně jako pátý z šesti dětí. Jeho otcem byl Alan Waylett (narozen 1958) a Theresa Waylett (roz. De Freitas, narozena 1958). Žili v obvodu Camden. V devíti letech byl sražen autem. Lékaři mu předpovídali smrt nebo vážné poškození mozku, avšak k překvapení všech vyvázl bez následků.

### Sága o Harrym Potterovi
Když Waylet studoval na základní škole, byla pořízena jeho fotografie jako součást konkurzu na filmy o Harrym Potterovi. Původně byl zvažován pro roli Dudleyho Dursleyho, ale po konkurzu před režisérem Chrisem Columbusem byl obsazen do role Vincenta Crabbea. V srpnu 2009 oznámil Joshua Herdmann, představitel Gregoryho Goylea, že se Waylett nevrátí v posledních dvou filmech potterovské ságy.

### Problémy se zákonem
Již dříve, v říjnu 2006, byl Waylett obviněn z užívání kokainu. Dne 7. dubna 2009 byli Waylett a jeho kamarád zadrženi policií. Strážníci poté prohledali jejich vozidlo, kde našli nůž a osm sáčků s konopím. Kamerové záběry zavedly policii do domu Waylettovy matky, kde našli další rostliny. Waylett byl o měsíc později obviněn z držení drog a 16. července stanul před soudem. Přiznal se k pěstování rostlin v domě své matky, ale tvrdil, že byly pro jeho osobní potřebu a ne pro distribuci. Dne 21. července byl odsouzen ke 120 hodinám veřejně prospěšných prací.
14. října 2011 byl Waylett zatčen za svou účast na srpnových londýnských nepokojích. Metropolitní policie ho obvinila z „násilného výtržnictví, držení nebezpečného předmětu s úmyslem zničit nebo poškodit cizí majetek a přijímání kradeného zboží“. Konkrétně byl obviněn z držení molotovova koktejlu při rabování drogerie na Chalk Farm v Londýně. Byl také obviněn z pěstování konopí poté, co policie našla patnáct rostlin při domovní prohlídce v jeho bytě. Dne 20. března 2012 byl odsouzen ke dvěma letům vězení za účast na nepokojích.

## Filmografie

### Film
| Rok  | Film                            | Role           |
| ---- | ------------------------------- | -------------- |
| 2001 | Harry Potter a Kámen mudrců     | Vincent Crabbe |
| 2002 | Harry Potter a Tajemná komnata  | Vincent Crabbe |
| 2004 | Harry Potter a vězeň z Azkabanu | Vincent Crabbe |
| 2005 | Harry Potter a Ohnivý pohár     | Vincent Crabbe |
| 2007 | Harry Potter a Fénixův řád      | Vincent Crabbe |
| 2009 | Harry Potter a Princ dvojí krve | Vincent Crabbe |

### Televize
| Rok  | Pořad                               | Role     | Poznámky  |
| ---- | ----------------------------------- | -------- | --------- |
| 2002 | The Saturday Show                   | sám sebe | 1 epizoda |
| 2004 | Holly & Stephen's Saturday Showdown | sám sebe | 1 epizoda |
| 2004 | This Morning                        | sám sebe | 1 epizoda |

### Videohry
| Rok  | Videohra                        | Role           | Poznámky |
| ---- | ------------------------------- | -------------- | -------- |
| 2007 | Harry Potter a Fénixův řád      | Vincent Crabbe | dabing   |
| 2009 | Harry Potter a princ dvojí krve | Vincent Crabbe | dabing   |